# 阿尔塔蒙特走廊特快
阿尔塔蒙特走廊特快（Altamont Corridor Express，简称ACE），原名阿尔塔蒙特通勤特快（Altamont Commuter Express），是加州的一条通勤铁路，名字来源于线路经过的阿尔塔蒙特山口。线路从斯托克顿到圣何塞. 铁路的管理方是圣华金区域铁路委员会（San Joaquin Regional Rail Commission），并由赫佐格交通服务(Herzog Transit Services)运营。此线路的 AAR代码是HTSX. 这条 86-英里（138-） 的线路有10个车站，全程共耗时2时12分。铁路的所有者是联合太平洋铁路公司。ACE使用庞巴迪运输的双层客车车厢和易安迪的F40PH型机车头。 